# Too Fast for Love
| Recensione | Giudizio |
| ---------- | -------- |
| AllMusic   |          |

Too Fast for Love è il primo album in studio del gruppo musicale statunitense Mötley Crüe. Le prime 900 copie in vinile furono pubblicate il 10 novembre 1981 dall'etichetta originale del gruppo, la Leathür Records, per poi essere remixato sotto la supervisione di Roy Thomas Baker l'anno seguente, quando il gruppo firmò per la Elektra Records. Questa nuova edizione presenta una tracklist diversa, che non include il brano Stick to Your Guns, in seguito reinserito come traccia bonus nella ristampa del 2003. Il mix originale dell'album è rimasto inedito su compact disc fino a quando è stato incluso nel cofanetto Music to Crash Your Car to: Vol. 1.

## Il disco
Musicalmente l'album mescola elementi punk rock, glam rock e heavy metal. La copertina prende spunto dall'album dei Rolling Stones Sticky Fingers (1971).
Mentre l'album raggiunse solo il 77º posto nella classifica statunitense Billboard 200, con il passare degli anni avrebbe conquistato la certificazione di disco di platino dalla RIAA per le vendite di oltre un milione di copie. Nel giugno del 2017 la rivista Rolling Stone ha collocato l'album alla ventiduesima posizione dei 100 migliori album metal di tutti i tempi.

## Tracce

### Edizione Leathür Records (1981)
1. Live Wire – 3:14 (Nikki Sixx)
2. Public Enemy #1 – 4:21 (Sixx, Lizzie Grey)
3. Take Me to the Top – 3:43 (Sixx)
4. Merry-Go-Round – 3:22 (Sixx)
5. Piece of Your Action – 4:39 (Sixx, Vince Neil)
6. Starry Eyes – 4:28 (Sixx)
7. Stick to Your Guns – 4:21 (Sixx)
8. Come on and Dance – 2:47 (Sixx)
9. Too Fast for Love – 3:22 (Sixx)
10. On with the Show – 4:07 (Sixx, Neil)

### Edizione Elektra Records (1982)
1. Live Wire – 3:14 (Sixx)
2. Come on and Dance – 2:47 (Sixx)
3. Public Enemy #1 – 4:21 (Sixx, Grey)
4. Merry-Go-Round – 3:22 (Sixx)
5. Take Me to the Top – 3:43 (Sixx)
6. Piece of Your Action – 4:39 (Sixx, Neil)
7. Starry Eyes – 4:28 (Sixx)
8. Too Fast for Love – 3:22 (Sixx)
9. On with the Show – 4:07 (Sixx, Neil)

### Tracce bonus edizione rimasterizzata (2003)
1. Toast of the Town – 3:35 (Sixx, Mick Mars)
2. Tonight (cover dei Raspberries) – 4:27 (Eric Carmen)
3. Too Fast for Love (alternate intro) – 4:19 (Sixx)
4. Stick to Your Guns – 4:23 (Sixx)
5. Merry-Go-Round (live in San Antonio, TX) – 3:56 (Sixx)

## Formazione

### Gruppo
- Vince Neil – voce
- Mick Mars – chitarra
- Nikki Sixx – basso
- Tommy Lee – batteria

### Produzione
- Mötley Crüe – produzione
- Gleen Felt – ingegneria del suono
- Avi Kipper, Robert Battaglia – ingegneria addizionale
- Michael Wagener – ingegneria del suono, missaggio
- Jo Hansch – mastering
- Bradley Gilderman – sovraincisioni
- Gordon Fordyce – remixaggio
- Roy Thomas Baker – supervisione remixaggio